# کزوردپ
کزوردپ، روستایی از توابع بخش مرکزی شهرستان سرباز در استان سیستان و بلوچستان ایران است.

## جمعیت
این روستا در دهستان راسک و فیروزآباد قرار دارد و براساس سرشماری مرکز آمار ایران در سال ۱۳۸۵، جمعیت آن ۱۲۵ نفر (۲۳خانوار) بوده‌است.